# Jayant Patel
Jayant Patel, Doktor Död, född 10 april 1950 i Jamnagar, Gujarat, Indien, är en indisk-amerikansk läkare som år 2010 dömdes till 7 års fängelse för dråp på tre personer och ett fall av grov misshandel. Patel var verksam i USA och Australien.
Han anklagades för att ligga bakom 87 människors död.